# Perloz
 Perloz  Olaszország Valle d’Aosta régiójának egy községe.

## Földrajza

Perloz község Valle d'Aosta térképén

A vele szomszédos települések: Arnad, Carema (Torino megye), Donnas, Issime, Lillianes és Pont-Saint-Martin.